# Nipvägstekel
Nipvägstekel (Priocnemis fennica) är en stekelart som beskrevs av Haupt 1927. Nipvägstekel ingår i släktet sågbenvägsteklar, och familjen vägsteklar. Arten är reproducerande i Sverige.